# 제임스 브린들리
제임스 브린들리(James Brindley, 1716년 ~ 1772년 9월 30일)는 영국의 기술자이자 운하 개척자이다.
가난한 집에서 자라 학교 교육을 거의 받지 못하였다. 배수용 증기 펌프의 개량, 보일러용 급수 장치의 발명 등에 참여하였고, 1759년부터 브리지워터 공작 (1736년 ~ 1803년) 을 위한 워슬리 운하, 맨체스터·리버풀 간의 운하, 그랜드 트렁크 (대간선이라는 뜻) 운하를 건설하였다. 운하의 최종 공사 중 초인적인 노고로 사망하였다.